# 더 스트롱맨 : 짐승들의 대결
《더 스트롱맨 : 짐승들의 대결》은 2019년 유튜브, 페이스북, 네이버TV에서 방송된 스트롱맨 발굴 프로그램이다. 18명이 본선에 진출했다. 우승자에게는 트로피와 5천만원 상당의 우승 혜택이 주어진다.

## 결과
- 1위 : 조진형
- 2위 : 이래헌
- 3위 : 정해민
- Top5 (4위) : 강경택
- Top5 (5위) : 길강우
- Top8 (6위) : 정진교
- Top8 (7위) : 김연근, 최인호
- Top10 : 김성용, 안진홍
- Top12 (11위): 김식
- Top12 (12위): 서상현
- Top18 : 유정훈, 김동열, 정희진, 유우성, 김동준, 이형석